# Povázsai László
Povázsai László (Bukarest, 1937. november 10. – 2010. október 21.) labdarúgó, csatár, edző, testnevelő tanár. Tanárként dolgozott - többek között - a XII. kerületi, Németvölgyi úti, "Mackós" iskolában is.

## Pályafutása

### Klubcsapatban
Nagyváradon kezdte a labdarúgását, majd a Budapesti Törekvés csapatában folytatta. 1955 és 1960 között a Csepel labdarúgója volt, ahol az 1958–59-es idényben bajnok lett a csapattal. 1960 és 1962 között az MTK játékosa volt. Az első idényben bajnoki harmadik lett, így a következő idényben a Vásárvárosok kupájában indult a csapattal, ahol az elődöntőben estek ki. 1962 és 1966 között a Győri Vasas ETO labdarúgója volt. Itt egy bajnoki cím (1963-ősz) és két magyar kupagyőzelem (1965, 1966) volt a legnagyobb sikere az együttessel. 1967-ben a BKV Előréhez igazolt és 1970-ben itt fejezte be az aktív labdarúgást.

### A válogatottban
1963 és 1964 között ötször szerepelt az olimpiai válogatottban és 2 gólt szerzett. Nyolcszoros ifjúsági válogatott (1955–56, 8 gól), négyszeres B-válogatott (1963 3 gól), hatszoros egyéb válogatott (1963–64, 9 gól).

## Sikerei, díjai
- Magyar bajnokság
  - bajnok: 1958–59, 1963-ősz
  - 3.: 1960–61
- Magyar kupa (MNK)
  - győztes: 1965, 1966
  - döntős: 1964
- Bajnokcsapatok Európa-kupája (BEK)
  - elődöntős: 1964–65
- Vásárvárosok kupája (VVK)
  - elődöntős: 1961–62

## Statisztika

### Mérkőzései a válogatottban
| Magyarország | Magyarország      | Magyarország         | Magyarország     | Magyarország | Magyarország | Magyarország          | Magyarország | Magyarország |
| #            | Dátum             | Helyszín             | Hazai            | Eredmény     | Vendég       | Kiírás                | Gólok        | Esemény      |
| ------------ | ----------------- | -------------------- | ---------------- | ------------ | ------------ | --------------------- | ------------ | ------------ |
|              | 1963. május 4.    | Budapest, Népstadion | Magyarország     | 4 – 0        | Svédország   | olimpiai selejtező    | -            | Gól          |
|              | 1963. december 5. | Abidjan              | Elefántcsontpart | 1 – 4        | Magyarország | barátságos (olimpiai) | -            |              |
|              | 1963. december 8. | Lomé                 | Togo             | 2 – 3        | Magyarország | barátságos (olimpiai) | -            | Gól          |
|              | 1964. április 15. | Göteborg             | Svédország       | 2 – 2        | Magyarország | olimpiai selejtező    | -            |              |
|              | 1964. április 29. | Palma de Mallorca    | Spanyolország    | 1 – 2        | Magyarország | olimpiai selejtező    | -            |              |
|              | Összesen          |                      |                  | 0            | mérkőzés     |                       | 0            | gól          |